# Brandon Aiyuk
Brandon Aiyuk (nacido el 17 de marzo de 1998) es un wide receiver de fútbol americano de los San Francisco 49ers de la Liga Nacional de Fútbol Americano (NFL). Jugó fútbol americano universitario en Sierra College y Arizona State y fue reclutado por los 49ers en la primera ronda del Draft de la NFL 2020 .

## Primeros años y escuela secundaria
Aiyuk nació en Rocklin, California y creció en Reno, Nevada. Asistió a la escuela secundaria Robert McQueen. Jugó como receptor, esquinero y retornador para el equipo de fútbol americano de la escuela secundaria McQueen. Fue elegido al primer equipo All-Northern Nevada y mención de honor All-State en su último año.

## Carrera universitaria
Aiyuk comenzó su carrera futbolística universitaria en Sierra College. Como estudiante de primer año, capturó 29 pases para 573 yardas y cinco touchdowns y fue nombrado All- Big 8 Conference . Fue nombrado Junior College All-American en su segunda temporada después de registrar 60 recepciones para 960 yardas y 14 touchdowns, mientras que también retornó 11 kick-offs para 418 yardas y dos touchdowns y 14 despejes para 313 yardas y un touchdown. Terminó su carrera universitaria júnior con 2,499 yardas de uso múltiple y 21 touchdowns. Aiyuk se aceptó ser transferido a Arizona State durante los últimos dos años de su elegibilidad para la NCAA sobre ofertas de Colorado State, Kansas, Tennessee y Alabama. Eligió Arizona State porque fue una de las pocas escuelas que lo reclutaron para jugar como wide receiver, en vez de sólo retornador en equipos especiales o planeaba moverlo al lado defensivo del balón.
En su primer año con los Sun Devils, Aiyuk tuvo 33 recepciones para 474 yardas y tres touchdowns con 381 yardas totales de devolución adicionales. Aiyuk fue nombrado tercer equipo de pretemporada de la Conferencia All-Pac-12 antes de su temporada sénior. Fue nombrado Jugador ofensivo de la semana de Pac-12 después de atrapar siete pases para 196 yardas y tres touchdowns en una victoria por 38-34 sobre Washington State el 12 de octubre de 2019. Aiyuk también fue nombrado Jugador de la Semana de los Equipos Especiales de la conferencia después de registrar 44 yardas de retorno de kick-off y 76 yardas de retorno de despeje, 63 de las cuales llegaron en su primer retorno para un touchdown en ASU, contra Oregon State el 16 de noviembre. También tuvo un récord personal de 10 recepciones para 173 yardas recibidas y un touchdown en el juego y sus 293 yardas de uso general fueron la quinta mayor cantidad en un solo juego en la historia de la escuela. Aiyuk terminó la temporada con 65 recepciones para 1,192 yardas y ocho touchdowns, retornó 14 despejes para 226 yardas y un touchdown y 14 kick-offs para 446 yardas, y fue nombrado primer equipo All-Pac-12 como wide receiver y como especialista en retornos.
| Año     | Equipo        | GP | Recepción | Recepción | Recepción | Recepción | Carrera | Carrera | Carrera  | Carrera | Retorno de kick-off | Retorno de kick-off | Retorno de kick-off | Retorno de kick-off | Retorno de punt | Retorno de punt | Retorno de punt | Retorno de punt |
| Año     | Equipo        | GP | Rec       | yardas    | Promedio  | DT        | att     | yardas  | Promedio | TD      | Ret                 | yardas              | Promedio            | TD                  | Ret             | yardas          | Promedio        | TD              |
| ------- | ------------- | -- | --------- | --------- | --------- | --------- | ------- | ------- | -------- | ------- | ------------------- | ------------------- | ------------------- | ------------------- | --------------- | --------------- | --------------- | --------------- |
| 2018    | Arizona State | 13 | 33        | 474       | 14.4      | 3         | —       | —       | —        | —       | 15                  | 339                 | 22.6                | 0                   | 11              | 67              | 6.1             | 0               |
| 2019    | Arizona State | 12 | 65        | 1192      | 18.3      | 8         | 1       | 6       | 6        | 0       | 14                  | 446                 | 31,9                | 0                   | 14              | 226             | 16.1            | 1               |
| totales | totales       | 25 | 98        | 1666      | 17        | 11        | 1       | 6       | 6        | 0       | 29                  | 785                 | 27.1                | 0                   | 25              | 293             | 11.7            | 1               |

## Carrera profesional
Aiyuk fue seleccionado por los San Francisco 49ers en la primera ronda con la selección número 25 en el Draft de la NFL 2020 tras adquirir la selección de los Minnesota Vikings en un intercambio. El 26 de junio de 2020, Aiyuk firmó un contrato de $12,5 millones por cuatro años con el equipo, con un bono por firmar de $6,6 millones. El 23 de agosto de 2020, Aiyuk sufrió una lesión en el tendón de la corva en el campo de entrenamiento, lo que provocó que estuviera inactivo en la Semana 1. Hizo su debut en la NFL en la Semana 2 contra los New York Jets y registró dos recepciones para 21 yardas en la victoria por 31-13. En la Semana 3 contra los New York Giants, Aiyuk registró 101 yardas desde la línea de scrimmage y el primer touchdown por tierra de su carrera durante la victoria por 36–9. Se convirtió en el primer receptor abierto de la franquicia desde 1970 en tener un touchdown por tierra como la primera anotación de su carrera. En la Semana 4, contra los Philadelphia Eagles en NBC Sunday Night Football, tuvo un touchdown de 38 yardas por tierra en la derrota por 25-20. Se convirtió en el primer receptor abierto desde la fusión NFL-AFL en registrar dos touchdowns terrestres en sus primeros tres juegos profesionales. Registró su primer juego profesional de 100 yardas con seis recepciones para 115 yardas en una victoria por 33–6 sobre los New England Patriots en la Semana 7.
Aiyuk fue colocado en la lista de reserva/ COVID-19 por el equipo el 4 de noviembre de 2020 y activado dos días después. Fue colocado nuevamente en la lista de COVID-19 el 20 de noviembre y activado nuevamente el 2 de diciembre En la semana 14 contra el Washington Football Team, Aiyuk registró 10 recepciones para 119 yardas durante la derrota por 23-15. La semana siguiente, en un partido como visitante contra los Dallas Cowboys, Aiyuk logró 9 recepciones para 73 yardas y un touchdown en la derrota por 41-33.
El 10 de septiembre de 2023, Brandon Aiyuk, receptor abierto de los San Francisco 49ers, fue nombrado Jugador Ofensivo de la Semana en la NFC tras su destacada actuación en la semana 1 de la NFL. Aiyuk contribuyó con 129 yardas y 2 touchdowns en la victoria sobre los Pittsburgh Steelers, consolidando su importancia en la liga.
| Año     | Equipo  | Partidos | Partidos | Recepción | Recepción | Recepción | Recepción | Recepción | Carrera | Carrera | Carrera  | Carrera   | Carrera | Fumbles | Fumbles |
| Año     | Equipo  | GP       | GS       | Rec       | yardas    | Promedio  | Lng       | TD        | att     | yardas  | Promedio | Lng       | TD      | Fum     | Perdió  |
| ------- | ------- | -------- | -------- | --------- | --------- | --------- | --------- | --------- | ------- | ------- | -------- | --------- | ------- | ------- | ------- |
| 2020    | SF      | 12       | 11       | 60        | 748       | 12.2      | 49        | 5         | 6       | 77      | 12.8     | 38T       | 2       | 0       | 0       |
| 2021    | SF      | 17       | 16       | 56        | 826       | 14.8      | 43        | 5         | 5       | 17      | 3.4      | 8         | 0       | 2       | 1       |
| 2022    | SF      | 17       | 17       | 78        | 1,015     | 13.0      | 54        | 8         | 2       | 24      | 12.0     | dieciséis | 0       | 1       | 1       |
| Carrera | Carrera | 46       | 44       | 194       | 2,589     | 13.3      | 54        | 19        | 13      | 117     | 9.0      | 38T       | 2       | 3       | 2       |